# Panico del 1890
Il panico del 1890, noto anche come crisi della Barings, fu una grave crisi finanziaria ed economica. Sebbene sia stata meno intensa rispetto ad altri panichi dell'epoca, si tratta della crisi del debito sovrano più celebre del XIX secolo.
La crisi venne causata dall'insolvibilità della banca Barings di Londra, ed ebbe conseguenze particolarmente forti in America Latina, e specialmente in Argentina, Uruguay e Brasile.

## Contesto
Durante la presidenza di Julio Argentino Roca, l'Argentina ricevette ingenti quantità di denaro in credito che destinò principalmente alla costruzione di ferrovie e alla modernizzazione del porto e della città di Buenos Aires. Le principali fonti creditizie furono istituzioni bancarie britanniche, che nel corso degli anni 1880 investirono notevolmente in Argentina. Questi anni videro altresì l'insorgere di politiche fiscali e monetarie poco disciplinate. Lo sviluppo di pratiche speculative portò alla nascita di una bolla finanziaria che infine scoppiò nel 1890. Il governo argentino si trovò costretto a chiedere una moratoria per i pagamenti dei suoi debiti, portando la banca Barings sull'orlo del default. Quest'ultima venne tuttavia salvata da un intervento guidato dalla banca d'Inghilterra.